# NGC 407
NGC 407 (również PGC 4190 lub UGC 730) – galaktyka spiralna (S0-a), znajdująca się w gwiazdozbiorze Ryb. Odkrył ją William Herschel 12 września 1784 roku.